# Замостье (Луганская область)
Замостье (укр. Замостя) — село, относится к Славяносербскому району Луганской области Украины. Под контролем самопровозглашённой Луганской Народной Республики.

## География
Расположено на правобережье реки Лугани. Соседние населённые пункты: сёла Красный Луч, Новодачное, город Зимогорье на западе, село Суходол на северо-западе (все четыре выше по течению Лугани); сёла Новосёловка на северо-востоке, Говоруха и Сабовка на востоке (все три ниже по течению Лугани); сёла Гаевое на юго-востоке, Весёлая Тарасовка и посёлки Белое на юге, Родаково на юго-западе.

## Население
Население по переписи 2001 года составляло 181 человек.

## Общие сведения
Почтовый индекс — 93744. Телефонный код — 6495. Занимает площадь 0,58 км². Код КОАТУУ — 4424555902.

## Местный совет
93743, Луганская обл., Славяносербский р-н, пгт. Родаково, кв. Ленина, 15а